# メダイチドリ
メダイチドリ（目大千鳥、学名：Charadrius mongolus）は、チドリ目チドリ科に分類される鳥の一種である。小型のチドリの仲間。

## 分布
ユーラシア大陸中東部で局地的に繁殖し、冬期はアフリカ東部、中東、東南アジア、オーストラリアへの渡りをおこない越冬する。
日本では、旅鳥として春と秋の渡りの時期に全国的に渡来する。関東地方以西では、少数が越冬する。

## 形態
全長約19cm。頭頂及び上面は褐色で、頸から胸は赤褐色。腹部は白い。頭部は白い額の中心に黒い縦線がある。虹彩と嘴は黒い。足は黒褐色で、尾羽と同じ長さ。
繁殖期には、前胸がはなやかなオレンジ色となる。

## 生態
越冬時や渡りの時期には、干潟に生息する。稀に田圃や海岸の岩礁にいることもある。
泥の中からゴカイなどの貝類やカニ等の甲殻類、昆虫類を捕食する。
繁殖期には海岸近くの砂丘や草原で営巣し、通常3卵を産む。
「ピィヨ　ピィヨ　ピィヨ」「ピュイ　ピュイ」「クリリリ」などと鳴く。